# Pi Draconis
Pi Draconis (58 Draconis) é uma estrela na direção da constelação de Draco. Possui uma ascensão reta de 19h 20m 40.07s e uma declinação de +65° 42′ 51.9″. Sua magnitude aparente é igual a 4.60. Considerando sua distância de 225 anos-luz em relação à Terra, sua magnitude absoluta é igual a 0.41. Pertence à classe espectral A2IIIs.